# Hans Fichtner (Raumfahrtingenieur)
Hans Joachim Oskar Fichtner (* 8. September 1917 in Leipzig; † 21. Oktober 2012 in Huntsville) war ein deutschamerikanischer Raketeningenieur. Er arbeitete auch in der Gruppe um Wernher von Braun in Peenemünde und in den Vereinigten Staaten, deren Staatsangehöriger er wurde.
Hans Fichtner arbeitete nach Ausbildung und Wehrdienst in Peenemünde am Projekt der A4-Raketen (sogenannte „V 2“). Nach Kriegsende ging er im November 1945 mit zahlreichen anderen Wissenschaftlern in die Vereinigten Staaten und arbeitete dort an US-amerikanischen Raketenprojekten. Von 1945 bis 1949 war er in Fort Bliss, später im Redstone Arsenal und im Marshall Space Flight Center der NASA tätig.
Er war Chefingenieur am High Energy Astronomy Observatory 1 und arbeitete 1975/1976 als Berater für die ESA in den Niederlanden.